# Eduardo Jorge
Eduardo Jorge Martins Alves Sobrinho (Salvador, 26 de outubro de 1949), mais conhecido como Eduardo Jorge, é um médico sanitarista e político brasileiro, filiado ao Partido Verde (PV).

## Biografia e carreira política
Nasceu em Salvador, filho de Maria da Penha Gomes Martins e Guilardo Martins Alves, ex-reitor da Universidade Federal da Paraíba (UFPB) e ex-presidente da Fundação Oswaldo Cruz. Estudou Medicina na UFPB, em João Pessoa, entre 1968 e 1973. Especializou-se em Medicina Preventiva, na Universidade de São Paulo (USP), entre 1974 e 1975, e em Saúde Pública, também na USP, em 1976.
Militou no movimento estudantil e no PCBR, em João Pessoa, a partir de 1968. Preso e processado por duas vezes - em João Pessoa, entre 1969 e 1970, e em São Paulo, entre 1973 e 1974), com base na Lei de Segurança Nacional. Atuou em movimentos populares na periferia de São Paulo, a partir de 1974, e organizou os primeiros conselhos populares de saúde, em 1978. Trabalhou como médico sanitarista da Secretaria de Saúde do Estado de São Paulo.
Foi deputado estadual e federal pelo Partido dos Trabalhadores em várias legislaturas, de 1983 a 2003. Em 1991, propôs a remoção das marcas comerciais de medicamentos - um pontapé inicial para os futuros medicamentos genéricos. Porém, divergências com o partido que ajudou a fundar levaram-no a filiar-se ao Partido Verde, em 2004.
É co-autor da legislação constitucional sobre Seguridade Social (Saúde, Previdência e Assistência Social) e autor ou co-autor de leis brasileiras que regulamentam os medicamentos genéricos, o planejamento familiar e a esterilização voluntária; das leis de vinculação de recursos orçamentários para o SUS e de restrição ao uso do amianto, bem como da lei orgânica da assistência social.
Por duas vezes foi secretário municipal de Saúde de São Paulo: no governo de Luiza Erundina, entre 1989 e 1990, e no início da gestão de Marta Suplicy, de 2001 a 2002, e secretário do Meio Ambiente nas gestões de José Serra e Gilberto Kassab.[carece de fontes?]

### Eleições 2014
Foi candidato a presidente da República na eleição presidencial em 2014. Acabou virando meme durante sua campanha presidencial, por dizer várias frases engraçadas nos debates, como "Eu não tenho nada a ver com isso". Ficou em 6º lugar, com 0,61% dos votos (630.099).
Como prometeu desde o início de sua candidatura, ele e o Partido Verde não ficaram neutros no segundo turno da eleição de 2014 e apoiaram o candidato do PSDB (Aécio Neves), depois de uma nota no seu site oficial, explicando a decisão.

### Eleições 2018
Em 2 de agosto de 2018, o PV confirmou o nome de Eduardo Jorge como candidato a vice-presidente nas eleições 2018 na chapa de Marina Silva (REDE). Após a derrota de sua chapa, e com o advento do segundo turno das eleições - marcado pela disputa entre o Partido dos Trabalhadores e o Partido Social Liberal - Eduardo Jorge divergiu da posição de Marina Silva após a mesma declarar apoio ao Partido dos Trabalhadores, optando por declarar sua neutralidade.